# Parc national de Ngalba Bulal
Le parc national de Ngalba Bulal est un parc national australien situé au Queensland, 1 522 km au nord-ouest de Brisbane, juste au nord de Wujal Wujal. Depuis 2015, le parc national de la baie Cedar (en anglais : Cedar Bay National Park)  est désormais intitulé Mangkalba, et il est inclus dans le parc national de Ngalba Bulal.
Il est classé au patrimoine mondial comme plusieurs autres parcs de la région qui font partie des tropiques humides du Queensland.
Le site a son heure de gloire dans les années 1970 quand des squatteurs s'y installent pour y trouver un autre style de vie et en sont expulsés. Il abrite les forêts tropicales humides les plus au nord de l'Australie mais n'est pas aménagé pour la randonnée.